# Petar Skansi
Petar Skansi, né le 23 novembre 1943 à Sumartin et mort le 4 avril 2022, est un entraîneur croate de basket-ball.

## Club
Entraîneur
- Yugosplatika ( Croatie)
- 1981-1984 : Scavolini Pesaro ( Italie)
- 1984-1985 : Honky Fabriano
- 1987-1988 : Hitachi Venize ( Italie)
- 1988-1989 : Phonola Rome ( Italie)
- 1990-1993 : Benetton Trévise ( Italie)
- 1997-1999 : Teamsystem Bologne ( Italie)

## Palmarès
Joueur

### Sélection nationale
- 84 sélections en équipe de Yougoslavie

Entraîneur

### Club
- Finaliste de l'Euroligue 1993
- Coupe Korać 1976 et 1977
- Coupe des Coupes 1983
- Championnat d'Italie 1992
- Championnat de Yougoslavie 1977
- Coupe de Yougoslavie 1977

### Sélection nationale
- Jeux olympiques d'été
  -  Médaille d'argent aux Jeux olympiques de 1992 de Barcelone